# Udit Narayan

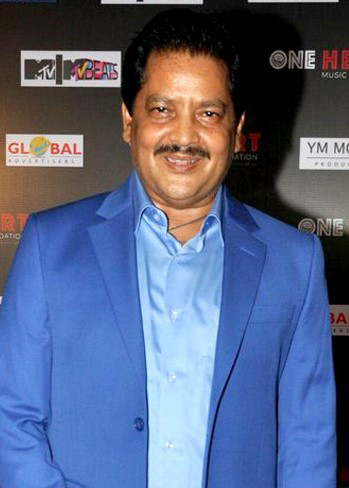
Udit Narayan (2017)

Udit Narayan Jha (bekannt unter seinen Vornamen Udit Narayan; Nepali, Hindi: उदित नारायण झा, Udit Nārāyaṇ Jhā; * 1. Dezember 1955 in Bharadah, Nepal) ist ein Bollywood-Playbacksänger. In der Hindi-Filmindustrie ist er ebenso erfolgreich wie in der nepalesischen.

## Karriere
Udit begann in den frühen 1970er Jahre Volkslieder in Nepali, Maithili und Bhojpuri für Radio Nepal zu singen. 1978 zog er nach Mumbai, um sich dort in klassischer indischer Musik am Bharatiya Vidya Bhavan unterrichten zu lassen. Seinen ersten Hit hatte er 1988 mit dem Film Qayamat Se Qayamat Tak, welcher ihm einen Filmfare Award als bester Playbacksänger einbrachte. Nach diesem Erfolg war er einer der führenden Playbacksänger in der indischen Filmindustrie. Seine Stimme verlieh er oft Aamir Khan in Filmen wie Dil, Jo Jeeta Wohi Shikander und anderen. Zur selben Zeit war er auch in Nepal erfolgreich; auch dort sang er in vielen Filmen.
Udit ist, neben Kumar Sanu und Sonu Nigam, einer der erfolgreichsten und beliebtesten Playbacksänger. Er arbeitete bereits mit den größten indischen Regisseuren zusammen und lieh Shah Rukh Khan seine Stimme in sämtlichen Blockbustern wie Darr, Dilwale Dulhania Le Jayenge – Wer zuerst kommt, kriegt die Braut, Kuch Kuch Hota Hai – Und ganz plötzlich ist es Liebe, Dil To Pagal Hai – Mein Herz spielt verrückt, Denn meine Liebe ist unsterblich, Swades – Heimat, Veer und Zaara – Die Legende einer Liebe etc.
Selbst Lata Mangeshkar, Asha Bhosle, Anup Jalota, Pankaj Udhas etc. sehen Udit als den besten Sänger unserer Zeit wegen seiner qualitativ hochwertigen und einzigartigen Stimme.
2004 veröffentlichte er sein erstes privates Album „Upahaar“, auf dem einige Duette mit seiner Frau Deepa Jha vorhanden sind. Dieses wurde ein Superhit und eines der meistverkauften Alben überhaupt. Udit lieh Shahrukh Khan 2006 in dem Film Don – Das Spiel beginnt seine Stimme.
2007 lieh er dann in dem Film Partner Govinda seine Stimme. Und in God Tussi Great Ho singt er einmal wieder mit Alka Yagnik.

## Privates
Udit Narayan ist seit 1985 mit Deepa Jha verheiratet. Die beiden haben einen Sohn namens Aditya, welcher sich auch als Sänger etabliert hat. Er lieh bereits Kindern in Pardes, Rangeela und Jab Pyar Kisise Hota Hai seine Stimme. Seit 2001 nimmt er sich aber von Bollywood eine Auszeit, da er älter wurde und sich seine Stimme auch veränderte.

## Auszeichnungen

### Filmfare Awards
- 1988 Papa Kehte Hai – Qayamat Se Qayamat Tak WON
- 1988 Ae Mere Humsafar – Qayamat Se Qayamat Tak (nominated)
- 1992 Pehla Nasha – Jo Jeeta Wohi Sikander (nominated)
- 1993 Jadoo Teri Nazar – Darr (nominated)
- 1993 Phoolon Sa Chehra Tera – Anari (nominated)
- 1994 Tu Cheez Badi Hai – Mohra (nominated)
- 1995 Mehndi Lagake Rakhna – Dilwale Dulhania Le Jayenge – Wer zuerst kommt, kriegt die Braut WON
- 1995 Raja Ko Rani Se Pyar Ho Gaya – Akele Hum Akele Tum (nominated)
- 1996 Pardesi Pardesi – Raja Hindustani WON
- 1996 Ho Nahin Sakta Diljale (nominated)
- 1996 Ghar Se Nikalte Hi – Papa Kehte Hain (nominated)
- 1997 Dil To Pagal Hai – Dil To Pagal Hai – Mein Herz spielt verrückt (nominated)
- 1998 Kuch Kuch Hota Hai – Kuch Kuch Hota Hai – Und ganz plötzlich ist es Liebe (nominated)
- 1999 Chand Chupa Badal Mein – Ich gab Dir mein Herz, Geliebter (Hum Dil De Chuke Sanam) WON
- 2000 Dil Ne Yeh Kaha – Dhadkan (nominated)
- 2001 Mitwaa – Lagaan – Es war einmal in Indien WON – National & Filmfare Award
- 2001 Udhja Kaale Kawwa – Gadar (nominated)
- 2003 Tere Naam – Tere Naam (nominated)
- 2003 Idhar Chala Main Udhar Chala – Sternenkind – Koi Mil Gaya (nominated)
- 2005 Yeh Tara Woh Tara – Swades – Heimat (nominated) WON – National Award
- 2005 Main Yahaan Hoon – Veer und Zaara – Die Legende einer Liebe (nominated)

### Andere Auszeichnungen
- National Film Award (Silver Lotus Award) als bester Playbacksänger
  - 2002 Mitwaa – Lagaan – Es war einmal in Indien
  - 2003 Chhote Chhote Sapne Zindagi Khoobsurat Hai
  - 2005 Yeh Tara – Swades – Heimat
- Star Screen Award als bester Playbacksänger
  - 1996 Aye Ho Meri Zindagi Mein – Raja Hindustani
  - 2002 Woh Chand Jaisi Ladki – Devdas
- Zee Cine Awards als bester Playbacksänger
  - 2000 Chand Chupa Badal Mein – Ich gab Dir mein Herz, Geliebter (Hum Dil De Chuke Sanam)
- IIFA Award als bester Playbacksänger
  - 2000 Chand Chupa Badal Mein – Ich gab Dir mein Herz, Geliebter (Hum Dil De Chuke Sanam)
- Prabal Gorkha Dakshin Bahu von König Birendra Bir Bikram Shah Dev in Nepal
- Hits FM Music Awards 2004 (Nepal)- Record of the Year for the song „Kahile Timro“ and Album of the Year for the album „Upahaar“
- 2009 Padma Shri
- 2016 Padma Bhushan